# Stipa viridula
Stipa viridula là một loài thực vật có hoa trong họ Hòa thảo. Loài này được Trin. miêu tả khoa học đầu tiên năm 1836.

## Hình ảnh

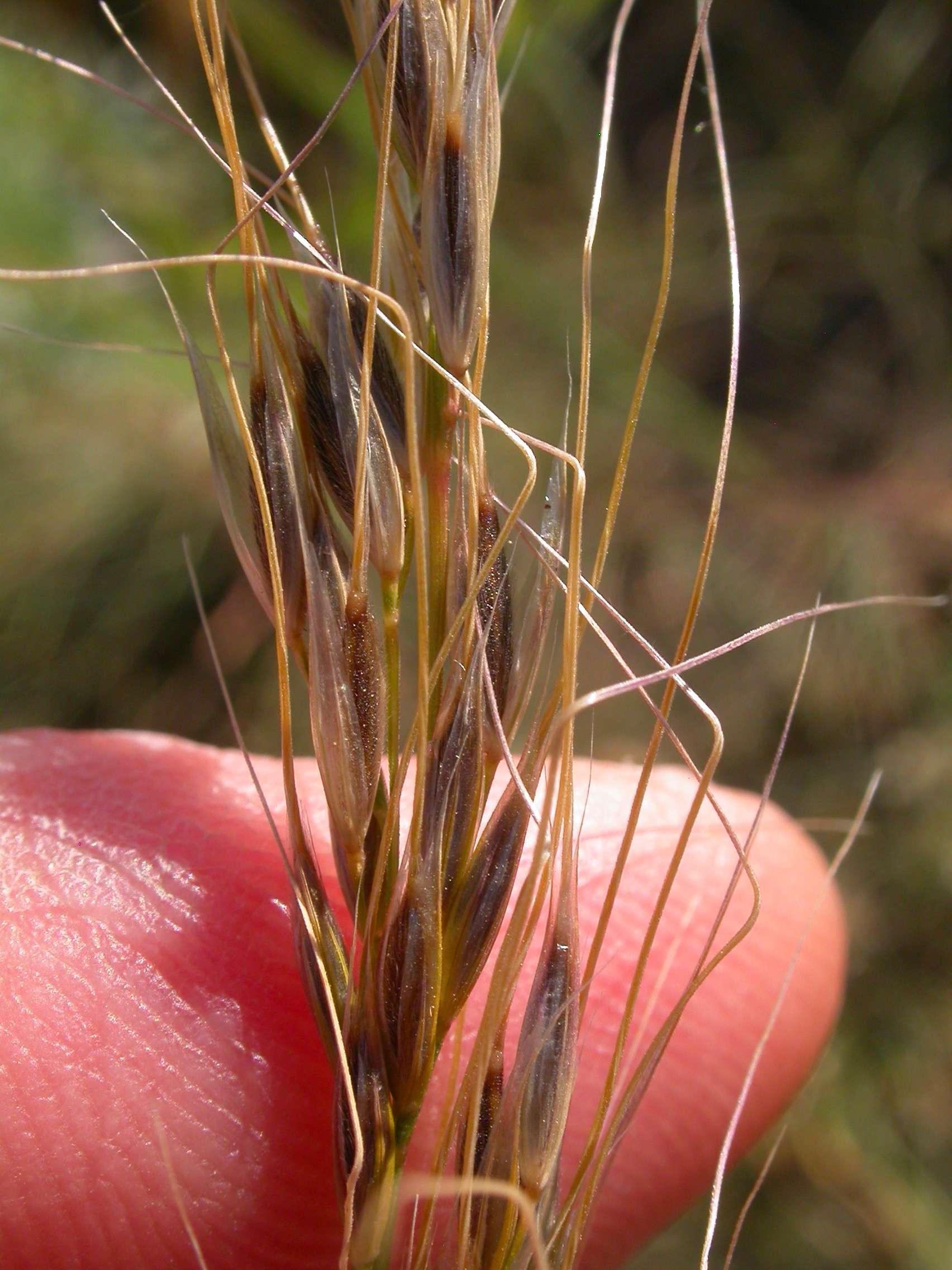
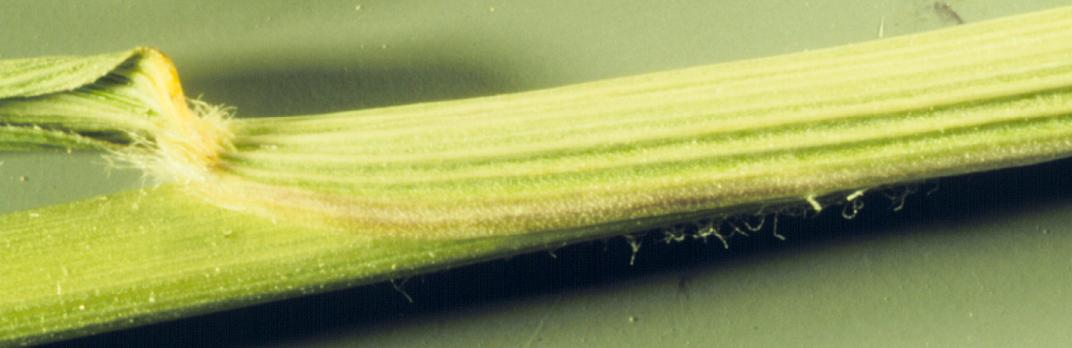
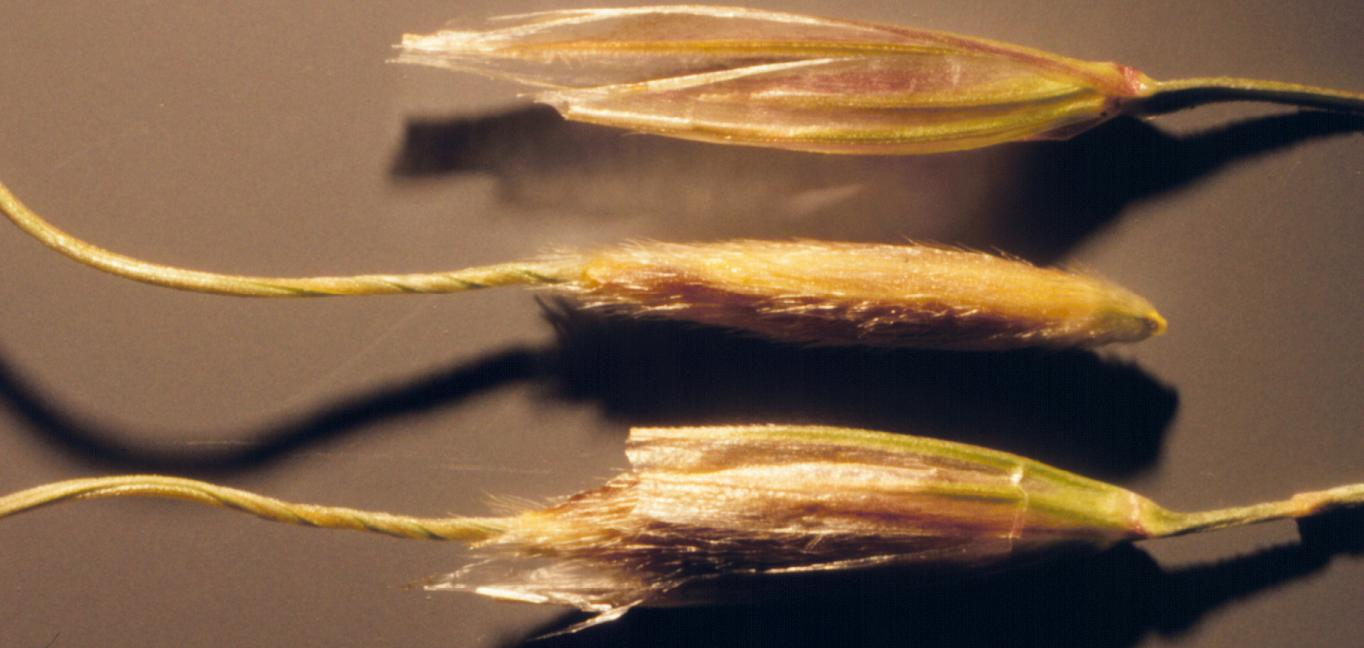
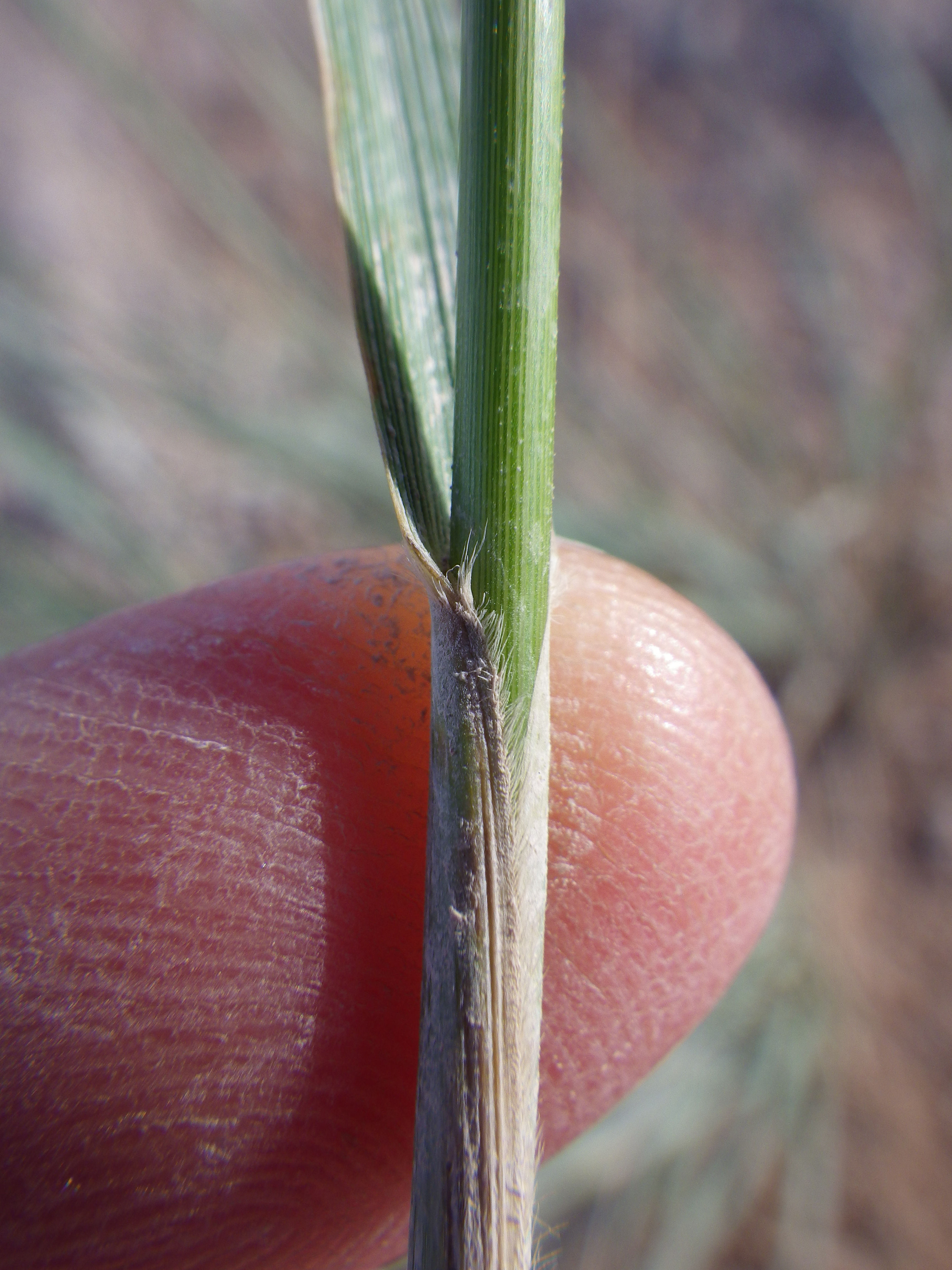